# Alphonse Jocteur-Monrozier
Jean-Baptiste-Alphonse Jocteur-Monrozier est un homme politique français, né le 9 octobre 1811 à Châtonnay (Isère) et mort le 10 janvier 1897 dans la même ville.

## Biographie
Notaire à Grenoble de 1836 à 1865, membre du conseil municipal de Grenoble en 1852-1853, il est maire de Châtonnay, avec quelques interruptions, de 1836 à 1884.
À la chute du Second Empire, il se présente dans la liste du « Comité républicain de  l’ordre et de la liberté », dont l’animateur est le propriétaire du journal « L’Impartial dauphinois ». Un des deux députés légitimistes du département de l’Isère, il est élu le 8 février 1871, avec 58 840 voix. Il siège de 1871 à 1876. Son échec aux élections sénatoriales de 1888, l’écarte définitivement de la vie publique.

## Sources
- « Alphonse Jocteur-Monrozier », dans Adolphe Robert et Gaston Cougny, Dictionnaire des parlementaires français, Edgar Bourloton, 1889-1891 [détail de l’édition]
- Yves Jocteur Montrozier, Les Jocteur Monrozier en Dauphiné : histoire, alliances, descendance 1584-1982, Blanchard, 1984, p. 285